# Débora Gálvez López
Débora Gálvez López   (Vilanova i la Geltrú, 17 de maig de 1985) és una ciclista catalana. Ha competit en equips professionals del 2007 al 2012. Es retirà com a ciclista professional després de tancar la campanya preolímpica de pista prèvia a Londres 2012. Del seu palmarès destaca el Campionat d'Espanya en contrarellotge de 2009. Era germana del també ciclista Isaac Gàlvez López.

## Palmarès en ruta
- 2001
  -  Campiona d'Espanya cadet[5]
- 2003
  -  Campiona d'Espanya júnior en contrarellotge[4][6]
- 2009
  -  Campiona d'Espanya en contrarellotge
- 2010
  - 1a al Trofeu Roldán

## Palmarès en pista
- 2004
  - 2a al Campionat d'Europa sub-23 en Puntuació
- 2008
  - 2a al Campionat Europeu de scratch[2]